# アングレームの領主一覧
アングレーム伯（comtes d'Angoulême）およびアングレーム公（ducs d'Angoulême）は、フランス西部のアングレームの領主である。アングレームはもともとカロリング帝国のアキテーヌ王国の一部であった。カール大帝の継承者のもとで、在地のアングレーム伯は独立状態にあり、1308年までフランス王国に統合されなかった。ブレティニー条約（1360年）により、当時アングレーム伯が支配していたアングモアの地は、イングランドの領土としてエドワード3世に割譲された。1371年、アングレームはフランス王家の分家であるベリー公の封土となり、その後オルレアン公ルイの手に渡った。これ以降、アングレームはアングレーム伯フランソワがフランス王フランソワ1世となる1515年まで、ヴァルワ＝オルレアン家が保持した。その後、アングモアは公領としてフランス王家の領地に統合された。

## アングレーム伯

### ギレム家
- トゥルピオ（トゥルピオン）（839年 - 863年）[1]
- エメノン・ド・ポワティエ（863年 - 866年）[2] - トゥルピオの弟
  - エマール・ド・ポワティエ（916年 - 926年）[3][4] - エメノンの息子

### タイユフェル家

アングレーム伯の紋章

- ヴュルグラン1世（866年 - 886年）[4][5] - 西フランク王シャルル2世により任命される
- オードゥアン1世（886年 - 916年）[4][3] - ヴュルグラン1世の息子
- ギヨーム2世（"タイユフェル"1世）（926年 - 945年頃）[4][6] - オードゥアン1世の息子
- エマール2世（945年以降 - 952年以前）[注釈 1] - ギヨーム2世の息子
- ベルナール（945年以降 - 952年以前）[4][7] - ギヨーム1世の息子（ギヨーム1世はヴュルグラン1世の息子でオードゥアン1世の弟）
- アルノー1世（950年以降 - 952年以前）[4][7] - オードゥアン1世の息子
- ギヨーム3世（952/64年 - 973/5年以前）[4][7] - ベルナールの息子
- ラヌルフ（973/5年 - 975年）[4][7] - ベルナールの息子
- リシャール単純伯（975年?）[注釈 2] - ベルナールの息子
- アルノー2世（975年 - 988年）[8] - ギヨーム2世の息子
- ギヨーム4世（タイユフェル2世）（988年 - 1028年）[8] - アルノー2世の息子
- オードゥアン（2世）（1028年 - 1031年）[8][9] - ギヨーム4世の息子
- ジョフロワ（1031年 - 1047年）[8][10] - ギヨーム4世の息子
- フルク（1047年 - 1087年）[8][10] - ジョフロワの息子
- ギヨーム5世（タイユフェル3世）（1087年 - 1120年）[10] - フルクの息子
- ヴュルグラン2世（1120年 - 1140年）[10] - ギヨーム5世の息子
- ギヨーム6世（タイユフェル4世）（1140年 - 1179年）[注釈 3] - ヴュルグラン2世の息子
- ヴュルグラン3世（1179年 - 1181年）[11] - ギヨーム6世の息子
- ギヨーム7世（タイユフェル5世）（1181年 - 1186年）[11] - ギヨーム6世の息子
- エマール3世（1186年 - 1202年）[11][12] - ギヨーム6世の息子
- イザベル（1202年 - 1246年）[11] - エマール3世の娘
  - イングランド王ジョン（1202年 - 1216年） - イザベルの最初の夫
  - ユーグ10世・ド・リュジニャン（1220年 - 1249年） - イザベルの2番目の夫

### リュジニャン家

リュジニャン家の紋章

- ユーグ10世・ド・リュジニャン（1220年 - 1249年）[注釈 4] - 父ユーグ9世はヴュルグラン3世の娘マティルドと結婚した。
- ユーグ11世・ド・リュジニャン（1246年 - 1250年）
- ユーグ12世・ド・リュジニャン（1250年 - 1270年）
- ユーグ13世・ド・リュジニャン（1270年 - 1303年）
- ギー・ド・リュジニャン（1303年 - 1308年）
- （アキテーヌ領）（1308年 - 1317年）
- （フランス王領）（1317年 - 1328年）

### フランス王家
- ジャンヌ（1328年 - 1349年） - カペー家
  - ナバラ王フェリペ3世（1328年 - 1343年） - エヴルー家、ジャンヌの夫
- シャルル・ド・ラ・セルダ（1350年 - 1354年） - ラ・セルダ家
- ジャン1世（1356年 - 1374年） - ベリー公、ヴァロワ家
- ルイ1世（1404年 - 1407年） - オルレアン公、ヴァロワ＝オルレアン家
- ジャン2世（1407年 - 1467年） - ヴァロワ＝オルレアン＝アングレーム家
- シャルル（1459年 - 1496年） - ヴァロワ＝オルレアン＝アングレーム家
- フランソワ（1496年 - 1515年） - ヴァロワ＝オルレアン＝アングレーム家、フランス王フランソワ1世

## アングレーム公

ヴァロワ＝オルレアン＝アングレーム家のアングレーム公の紋章

- ルイーズ・ド・サヴォワ（1515年 - 1531年） - フランソワ1世の母
- （フランス王領）
- シャルル（1540年 - 1545年） - フランソワ1世の息子
- （フランス王領）
- シャルル（1550年） - 後のフランス王シャルル9世
- アンリ（1551年 - 1574年） - 後のフランス王アンリ3世
- アンリ・ダングレーム（1574年 - 1582年） - フランス王アンリ2世の庶子
- ディアーヌ・ド・フランス（1582年 - 1619年） - フランス王アンリ2世の庶子
- シャルル・ド・ヴァロワ（1619年 - 1650年） - フランス王シャルル9世の庶子
- ルイ＝エマニュエル・ド・ヴァロワ（1650年 - 1653年）
- マリー＝フランソワーズ・ド・ヴァロワ（1653年 - 1696年）
  - ルイ・ド・ロレーヌ＝ギーズ（1653年 - 1654年） - マリー＝フランソワーズの夫
- （フランス王領）
- エリザベート・マルグリット・ドルレアン（1675年 - 1696年）
- （フランス王領）
- シャルル・ド・ブルボン（1710年 - 1714年）
- （フランス王領）
- シャルル・フィリップ・ド・フランス（1773年 - 1836年） - フランス王シャルル10世
- ルイ・アントワーヌ・ド・フランス（1836年 - 1844年）